# Perret
Perret foi uma antiga comuna francesa na região administrativa da Bretanha, no departamento Côtes-d'Armor. Estendia-se por uma área de 12,22 km². Em 2010 a comuna tinha 175 habitantes (densidade: 14,3 hab./km²).
Em 1 de janeiro de 2017, passou a formar parte da nova comuna de Bon Repos sur Blavet.